# I Cavalieri del Tempio
I Cavalieri del Tempio è un gioco di ruolo italiano creato da A. Angiolino, G. Boschi, A. Carocci, M. Casa e L. Giuliano di ambientazione storica medioevale/fantastica. La prima edizione della Edizioni EL risale al 1990, nel 2005 il gioco è stato ripubblicato dalla Rose and Poison.

## Ambientazione
Il gioco si svolge nello scenario dell'Europa del XIV secolo. I giocatori impersonano personaggi appartenenti a gruppi sociali realmente esistiti (dal Cavaliere "a spron d'oro" al contadino, dall'inquisitore all'eretico, dallo scultore all'araldo) e hanno varie occasioni di interagire con personaggi storici quali Dante Alighieri, Cangrande della Scala, Bernardo Gui, e molti altri ancora.
Le vicende intorno alle quali si sviluppa il gioco partono dalla premessa che l'ordine dei Cavalieri Templari, fondato da Hugues de Payns dopo la conquista di Gerusalemme nel corso della prima crociata, sia sopravvissuto allo smembramento voluto dal Re di Francia Filippo IV il Bello. Depositari di arcani segreti esoterici e di un Piano volto alla fondazione di una società umana ideale, all'inizio del XIV secolo i Templari sono entrati nella clandestinità. Da quel momento in poi gruppi di agenti dell'Ordine agiscono nell'ombra, intervenendo nel normale corso della storia umana, affinché il misterioso Piano dei Templari trovi il suo naturale compimento.
I giocatori impersonano questi gruppi di "agenti segreti" dei Cavalieri del Tempio impegnati ad eseguire delicate missioni per conto degli invisibili "Signori del Tempo", entità astrali che governano l'organizzazione da un luogo situato al di là del tempo e dello spazio.
Il manuale di gioco contiene ampi capitoli dedicati alla cronologia del XIV secolo, comprese informazioni sulla vita quotidiana nel medioevo, fondamentali per ricreare un ambiente col giusto grado di realismo.

## Meccaniche di gioco
Alla base delle tecniche di gioco stanno numerose idee tratte dalle credenze esoteriche medievali. Ogni personaggio possiede un "corpo astrale", caratterizzato dalle "qualità" di "potenza" (forza e resistenza fisica), "Agilità" (manualità e destrezza) e "Percezione" (che riassume le sue capacità intellettuali e magiche). Il corpo astrale è indipendente dal corpo fisico del personaggio, e viene creato una volta per tutte all'inizio della campagna. Inoltre le sue Qualità determinano se il personaggio possiede poteri esoterici.
Il corpo fisico, invece, è caratterizzato da un insieme di "competenze", che riassumono ciò che il personaggio è capace di fare nella vita quotidiana. Ad esempio, un capitano degli armigeri avrà competenze di "cavalcare", "combattimento a cavallo", "armi da taglio", etc., mentre un cardinale avrà "dialettica", "etichetta", "teologia", ecc. Ogni competenza (del corpo fisico) o potere (del corpo astrale) è legato ad un "livello di competenza" (abbreviato in "LC"), che varia da 1 a 6: tanto più questo valore è alto tanto più versato sarà il personaggio nella competenza o nel potere in questione.
L'indipendenza di corpo astrale e corpo fisico fa sì che quando un giocatore, passando da un'avventura alla successiva, cambia personaggio (ad esempio passa dall'interpretare un contadino ad interpretare un alchimista), diviene necessario ricalcolare solo le competenze che caratterizzano il corpo fisico. Il corpo astrale (con tutti i suoi eventuali poteri) si conserva passando da un personaggio all'altro.

### Magia
La magia ne I Cavalieri del Tempio è molto più discreta e limitata rispetto alle normali ambientazioni fantasy come Dungeons & Dragons. Il realismo storico dell'ambientazione richiede che i poteri esoterici siano rari, temuti e quindi pericolosi da rivelare. Nel medioevo ogni mutamento nell'ordine naturale delle cose veniva interpretato come un segno dell'azione del demonio, che per gli Europei del XIV secolo era una presenza viva e reale. Il rischio che i personaggi vengano imprigionati o uccisi se sorpresi a sfruttare capacità medianiche è altissimo.
Ad ogni modo, i personaggi dotati di poteri paranormali sono capaci di guarire imponendo le mani, di levitare, di leggere nel pensiero e cose simili; non esistono incantesimi veri e propri, e sono molto rari anche i poteri esoterici impiegabili direttamente in combattimento (non esistono, in pratica, le "palle di fuoco" e i "dardi incantati" ben noti ai giocatori di Dungeons & Dragons). I poteri esoterici, infine, sono legati al corpo astrale: ciascun giocatore potrà continuare ad usarli da un'avventura alla successiva anche se cambia personaggio (mutando il corpo fisico).
Nell'ambientazione de I Cavalieri del Tempio non esistono creature fatate, razze non-umane e mostri come nei più canonici giochi di ruolo fantasy (draghi, elfi, orchi, fate, unicorni, etc.).

### Tratti personalità
Uno dei problemi ben noti a tutti i giocatori di giochi di ruolo è quello di coniugare il carattere del giocatore stesso con quello del personaggio. Ad esempio, è molto difficile per un giocatore timido interpretare un personaggio deciso e sicuro di sé. Il rischio è di far comportare il personaggio esattamente come si comporterebbe il giocatore in una situazione analoga, quando una delle cose più belle in un gioco di ruolo è proprio la possibilità di interpretare per una volta l'eroe (o l'antieroe) che si sarebbe sempre voluti essere. Per ovviare a questo problema, il sistema de I Cavalieri del Tempio propone l'impiego dei cosiddetti "tratti di personalità". Si tratta di caratteristiche legate al corpo astrale (che quindi si conserveranno passando da un corpo fisico all'altro), che esprimono i suoi tratti psicologici e caratteriali. Ogni tratto di personalità è affiancato da due tendenze "estreme" (ad esempio, per il coraggio troviamo timore-coraggio-spavalderia, per la lealtà troviamo perfidia-lealtà-fanatismo, etc.).
Esistono 16 tratti di personalità (ridotti a 12 nella seconda edizione); quando crea il corpo astrale, il giocatore deve scegliere 4 Tratti "estremi" da assegnare al personaggio (da distribuire come meglio crede, in positivo o in negativo). Quando il personaggio si trova in una condizione di stress, il conduttore del gioco può chiedere al giocatore che lo impersona di verificarne il comportamento tirando alcuni dadi a 6 facce sul tratto di personalità richiesto (2 dadi se ha una tendenza "estrema" verso una "mancanza", 3 dadi se il tratto è equilibrato e 4 dadi se ha una tendenza "estrema" verso l'eccesso). Se il totale è compreso tra 9-12 il personaggio si comporterà in modo equilibrato; altrimenti manifesterà il corrispondente "eccesso". Ad esempio, se un personaggio si trova a fronteggiare un orso affamato, il conduttore del gioco può chiedergli di testare il coraggio. Se il giocatore ha un tratto "estremo" di timore tira 2 dadi. Se ha un tratto "estremo" di spavalderia tira 4 dadi. Se il suo coraggio è equilibrato tira 3 dadi. Comunque, indipendentemente dal numero di dadi tirati, se totalizza un punteggio di 2-8 manifesterà una mancanza di coraggio (ad es., se la darà a gambe urlando e gettando via le sue armi); tra 9 e 12 manifesterà un comportamento equilibrato (ad es. resterà immobile, fronteggiando l'orso senza irritarlo ulteriormente, dando così ai suoi amici il tempo di venirgli in aiuto); da 13 a 24 manifesterà un eccesso di Coraggio (ad es. si scaglierà contro l'orso con la spada in pugno).
È ovvio che con questo sistema sarà più probabile che personaggi timorosi fuggano e che personaggi spavaldi mettano a repentaglio la loro vita, indipendentemente da ciò che farebbe il giocatore se si trovasse nelle stesse circostanze.

### Dadi
Le meccaniche di gioco si basano sul dado a 6 facce (d6). Un'azione si considera riuscita se il giocatore, tirando un numero di dadi direttamente proporzionale alla sua difficoltà (due per azioni facili, tre per azioni normali e quattro per azioni difficili), riesce ad ottenere un punteggio inferiore o al più uguale a quello della caratteristica sotto esame. Il punteggio delle caratteristiche è dato dalla somma del loro "livello di competenza (LC)" più il valore della corrispondente qualità (potenza, agilità e percezione) o del corrispondente tiro di personalità. I combattimenti sono abbastanza realistici, nel senso che i singoli nemici hanno capacità offensive assolutamente comparabili (e spesso superiori) rispetto ai personaggi.